# OGNL
OGNL(Object-Graph Navigation Language)은 자바 언어가 지원하는 범위보다 더 단순한 식을 사용하면서 속성(자바빈즈에서 발견되는 setProperty와 getPeroperty 메소드를 통해)을 가져오고 설정하는 것을 허용하고 자바 클래스의 메소드를 실행하는 오픈 소스 표현식 언어(EL)이다. 더 단순한 배열 조작도 허용한다.
taglib을 표현식 언어로 하는 자바 EE 애플리케이션에 사용할 것을 목적으로 한다.